# Louis Raymond Annibal de Pavée de Villevieille
Pour les articles homonymes, voir Villevieille (homonymie).
Louis Raymond Annibal de Pavée, chevalier de Villevieille, né le 27 avril 1747 et mort à Montpellier le 6 mars 1817, est un général et amiral français.

## Biographie
Présenté de minorité dans l'ordre de Saint-Jean de Jérusalem au grand prieuré de Saint-Gilles le 30 octobre 1747, il servit durant trois ans dans la marine de l'Ordre.
Il rentre dans la Royale en tant que Garde-marine en 1764. Prenant part à sept combats dans la Guerre d'indépendance américaine, il fut promu lieutenant de vaisseau et reçu deux blessures. À bord de l'Artésien entre 1767 et 1780, dans l'escadre d'Orvilliers, et de la Magicienne en 1781, il commande les frégates l'Iris (1782-1783), La Perdrix, puis la Dinon.
Promu capitaine de vaisseau en 1786, il commande par intérim la station navale des îles du Vent en 1788, puis il reçoit la charge de la commanderie du Plan de la Peyre en 1791.
Villevieille émigré de la Martinique vers l'Angleterre à la fin de 1792. Passé à l'armée de Condé, il fut promu maréchal de camp en 1796. Grâce à l'intervention de Joséphine de Beauharnais, qu'il avait connue à la Martinique, iI put rentrer en France en 1801 et se fit rayer de la liste des émigrés.
Le commandeur de Villevieille se retira en Russie sous le l'Empire, servit avec le grade de major général, et ne rentra en France qu'en 1814, comme volontaire dans l'armée royale du Midi, commandée par le duc d'Angoulême.
Sous la Restauration, il fut successivement promu contre-amiral en 1814, puis vice-amiral en 1816.